# Lewiczynek (przystanek kolejowy)
Lewiczynek – zamknięta ładownia kolejowa a dawniej także przystanek osobowy w Lewiczynku na trasie linii kolejowej nr 373 Międzychód – Zbąszyń, w województwie wielkopolskim w Polsce.